# 大树乡 (都昌县)
大树乡，是中华人民共和国江西省九江市都昌县下辖的一个乡镇级行政单位。

## 行政区划
大树乡下辖以下地区：
玉阶社区、瓦塘社区、参岭村、大埠村、白山村、东山村、牡丹村、大树村、龙门村、枫田村、烽火村、岭上村、罗岭村和马塘村。